# Dar Gueddari
Dar Gueddari (arabiska: دار الكداري) är en stad i Marocko. Den ligger i provinsen Sidi Kacem och regionen Rabat-Salé-Kénitra, 80 km nordost om huvudstaden Rabat. Antalet invånare var 6 643 vid folkräkningen 2014.